# Ярёменко, Илья Петрович
Илья Петрович Ярёменко (8 июля 1925 года, Черниговская область — 10 июня 1967 года) — советский военнослужащий, участник Великой Отечественной войны, полный кавалер ордена Славы, командир отделения роты автоматчиков 203-го гвардейского стрелкового полка гвардии сержант — на момент представления к награждению орденом Славы 1-й степени.

## Биография
Родился 8 июля 1925 года в селе Головеньки Борзнянского района Черниговской области. Украинец. Окончил 7 классов. Работал в колхозе.
В Красной Армии и на фронте в Великую Отечественную войну с сентября 1943 года. Воевал в составе 203-го гвардейского стрелкового полка 70-й гвардейской стрелковой дивизии, стал командиром отделения автоматчиков. Участвовал в боях за освобождение Украины и Польши, войну закончил в Чехословакии.
11 сентября 1944 года в бою близ город Кросно гвардии младший сержант Ярёменко из автомата истребил более 10 противников.
Приказом от 7 октября 1944 года гвардии младший сержант Ярёменко Илья Петрович награждён орденом Славы 3-й степени.
27 января 1945 года в наступательном бою в районе села Радочка Ярёменко с бойцами отделения подавил пулеметную точку, которая мешала продвижению наших подразделений, рассеял колонну вражеской пехоты, лично уничтожив более 10 противников.
Приказом от 14 февраля 1945 года гвардии сержант Ярёменко Илья Петрович награждён орденом Славы 2-й степени.
25 апреля 1945 года гвардии сержант Ярёменко со своим отделением отразил несколько ожесточенных контратак противника у населённого пункта Трожебовцы. 28 апреля 1945 года в бою в районе города Костин Ярёменко со своим отделением вывел из строя свыше 30 противников и 2 вражеских пулеметных расчета.
Указом Президиума Верховного Совета СССР от 15 мая 1946 года за исключительное мужество, отвагу и бесстрашие, проявленные на заключительном этапе Великой Отечественной войны в боях с вражескими захватчиками гвардии сержант Ярёменко Илья Петрович награждён орденом Славы 1-й степени. Стал полным кавалером ордена Славы.
После победы продолжал службу в армии. В 1950 году был демобилизован.
Вернулся в родное село. Работал в колхозе. Скончался 10 июня 1967 года.
Награждён орденами Красной Звезды, Славы 3-х степеней, медалями.